# Biblioteca Nacional da Alemanha
A Biblioteca Nacional da Alemanha (em alemão: Deutsche Nationalbibliothek (DNB), antigamente Die Deutsche Bibliothek (DDB)) é a depositária do patrimônio bibliográfico e documental da Alemanha, fundado em 1990, com a união das bibliotecas nacionais da Alemanha Oriental e da Alemanha Ocidental.
Entre suas várias responsabilidades e exigências legislativas (Pflichtexemplarrecht) incluem-se a de colecionar e categorizar a literatura publicada desde 1913 na Alemanha, a literatura em língua alemã publicada desde 1913 no exterior, as traduções da literatura da Alemanha e a literatura em línguas estrangeiras sobre a Alemanha.
Devido ao histórico, a Biblioteca Nacional da Alemanha tem 2 localizações:
- Leipzig (antigamente: Deutsche Bücherei Leipzig, em português - literalmente: Biblioteca alemã de Leipzig)
- Frankfurt am Main: (antigamente: Deutsche Bibliothek Frankfurt, em português - literalmente: Biblioteca alemã de Frankfurt)

Em 2010 o Deutsches Musikarchiv (em português - literalmente: Arquivo alemão da Música) foi transferido de Berlim para Leipzig.
Desde 1999 a diretora geral da Biblioteca Nacional da Alemanha é Elisabeth Niggemann.

## História
A Biblioteca Nacional da Alemanha foi fundada em 1990 depois da reunificação da Alemanha, unindo a Deutsche Bücherei Leipzig (fundada em 1912, mais tarde a biblioteca nacional da Alemanha Oriental) e a Deutsche Bibliothek Frankfurt (fundada em 1947, mais tarde a biblioteca nacional da Alemanha Ocidental). O nome Deutsche Nationalbibliothek é usado a partir de 2006.

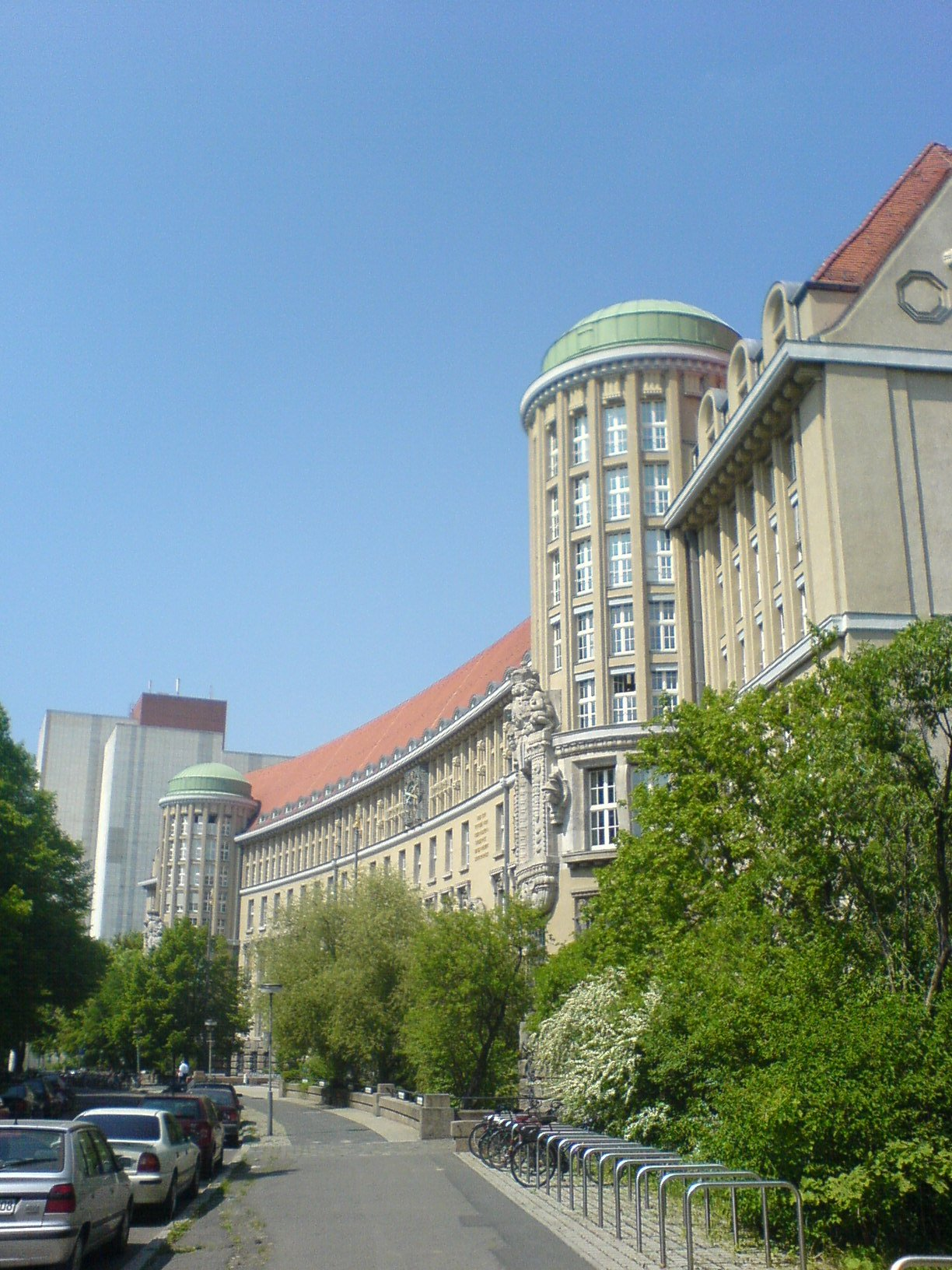
Biblioteca Nacional da Alemanha em Leipzig

## Coleção
A coleção da Biblioteca Nacional da Alemanha apresenta 23.5 milhões de obras (13.9 milhões em Leipzig, 8.2 milhões em Frankfurt am Main two 1 e 1.4 milhões em Berlim).

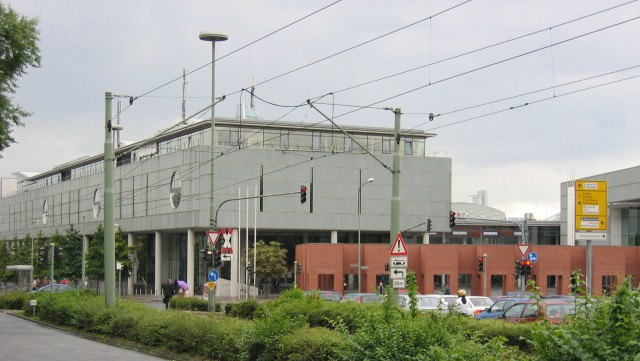
Biblioteca Nacional da Alemanha em Frankfurt am Main